# Unenaltic
Unenaltic es una localidad del municipio de Larráinzar ubicado en la región de Los Altos del estado mexicano de Chiapas.

## Geografía
La localidad de Unenaltic se sitúa en las coordenadas geográficas 16°56′41″N 92°45′56″O / 16.944722, -92.765556, a una elevación de 1,722 metros sobre el nivel del mar.

## Demografía
Según el Censo de Población y Vivienda 2020, efectuado por el Instituto Nacional de Estadística y Geografía, la localidad de Unenaltic tiene 400 habitantes, de los cuales 203 son del sexo masculino y 197 del sexo femenino. Su tasa de fecundidad es de 2.64 hijos por mujer y tiene 83 viviendas particulares habitadas.
| Gráfica de evolución demográfica de Unenaltic entre 1921 y 2020 |
|                                                                 |
| INEGI.                                                          |